# چی دانکلی
چی دانکلی (انگلیسی: Chey Dunkley؛ زادهٔ ۱۳ فوریهٔ ۱۹۹۲) بازیکن فوتبال اهل بریتانیا است.
از باشگاه‌هایی که در آن بازی کرده‌است می‌توان به باشگاه فوتبال آکسفورد یونایتد، باشگاه فوتبال ویگان اتلتیک، باشگاه فوتبال کرو آلکساندرا، و باشگاه فوتبال کیدرمینستر هاریرس اشاره کرد.
وی همچنین در تیم ملی فوتبال England C بازی کرده‌است.